# Delegatio
Unter der delegatio (lat. „Zahlungsanweisung“) verstand man im klassischen römischen Recht eine Anweisung bzw. Ermächtigung.

## Begriffsbestimmung
Die delegatio, als juristischer Begriff im Obligationenrecht, hat ihre ursprüngliche Bedeutung in dem Wort „delegare“, welches sich aus dem hergeleiteten „legare“ (= als Gesandten senden, zum Legaten machen) ergibt.
Der Begriff delegare wiederum entfaltet eine Doppelbedeutung, einmal im Anklang an legare im allgemeinen Sinn mit der Bedeutung „übertragen, zuweisen, beauftragen, anvertrauen, zuschicken“ und in einer mehr technischen Verwendung im juristischen Sinn „anweisen, beauftragen, überweisen“. Diese Sonderbedeutung in der Rechtssprache entwickelte sich aus dem zunächst gebräuchlicheren allgemeinen Sprachgebrauch und fand schließlich v. a. im Schuldrecht als „delegatio“ Einzug (neben prozessualen und steuerrechtlichen Verwendungen).
Neben delegare werden in verschiedenen Quellen auch noch die Begriffe iubere und mandare im Sinne von anweisen oder ermächtigen verwendet.

## Grundgedanke
Bei der delegatio geht es grundsätzlich um ein vereinfachtes System der Schuldbegleichung in einem Drei-Personen-Verhältnis. Durch einen Akt werden zwei Obligationen zum Erlöschen gebracht. Die dabei beteiligten Personen sind jeweils:

ein Anweisender (Delegant), ein Angewiesener (Delegat) und ein Anweisungsempfänger (Delegatar).

## Rechtsverhältnisse der Beteiligten
Zwischen den genannten Personen ergeben sich verschiedenartige Rechtsbeziehungen:
Deckungsverhältnis (Delegant – Delegat)

Die Anweisung des Deleganten ist (im Regelfall) von einer Schuld des Delegaten gedeckt.
Einlösungsverhältnis (Delegat – Delegatar)

In dieser Relation wird tatsächlich geleistet.
Valutaverhältnis (Delegant – Delegatar)

In dieser Relation findet die Wertverschiebung statt.

## Anwendungsfälle
Innerhalb der delegatio unterscheidet man zwischen zwei verschiedenen Anwendungsfällen: Der Zahlung (delegatio solvendi) und der Eingehung einer Verbindlichkeit (delegatio obligandi). Bei Letzterer wurde versucht, sie als die „eigentliche Delegation“ zu erklären, was jedoch an der mangelnden quellenmäßigen Begründung scheiterte.

### delegatio solvendi
Bei der Zahlungsanweisung (delegatio solvendi) leistet der Delegat an den Delegatar, um im Normalfall von seiner Schuld gegenüber dem Deleganten befreit zu werden. Dies hat zur Bedingung, dass der Delegat der Schuldner des Deleganten ist. Wenn der Delegant darauf abzielt, wiederum seine eigene Schuld bei dem Delegatar zu begleichen (weswegen er den Delegaten ermächtigt) muss der Delegatar sein Gläubiger sein. Ist dies nicht der Fall, ist trotzdem noch eine delegatio solvendi möglich, z. B. im Bereich der Schenkung, was kein Schuldverhältnis voraussetzt.
Es tritt somit die im Grundgedanken (s. o.) erwähnte Vereinfachung der Schuldenbegleichung ein, da an die Stelle von zwei notwendigen Zahlungen (Delegant an Delegatar und Delegat und Delegant) eine Leistung (Delegat an Delegatar) tritt, die beide Obligationen zum Erlöschen bringt (Valuta- und Deckungsverhältnis werden durch die Zahlung im Einlösungsverhältnis erledigt). Diese neue Forderung führte dabei meist zur Tilgung der alten und hat damit die Novation zur Folge.
Nach herrschender Meinung hat der Hochklassiker Celsus in diesem Zusammenhang die Theorie aufgestellt, dass in der Zahlung von Delegat an Delegatar eigentlich eine Zahlung von Delegat an Delegant und sodann Delegant an Delegatar steckt. Obgleich umstritten ist, dass Celsus diese sog. „Durchgangstheorie“ aufgestellt habe gilt sie dennoch als ein wichtiges Beispiel für die Denkfigur der juristischen Sekunde (vgl.  Wieacker in FS Erich Wolf, 1962, 421 ff.).

### delegatio obligandi
Bei der Verpflichtungsanweisung (delegatio obligandi) verpflichtet sich der Delegat mit Ermächtigung des Deleganten gegenüber dem Delegatar. Hierin liegt auch der entscheidende Unterschied zur delegatio solvendi, da zunächst keine Leistung, sondern lediglich eine Verpflichtung zur Leistung stattfand.
Die delegatio obligandi kennt wiederum zwei Ausprägungen: Aktiv- und Passivdelegation.

#### Aktivdelegation
Bei der Aktivdelegation findet ein Gläubigerwechsel statt, d. h. für den Fall, dass der Delegant der Gläubiger des Delegaten ist, kann der Delegant seine bestehende Forderung an den Delegatar übertragen.
Wichtig ist dabei, dass dies stets durch eine Anweisung des Deleganten erfolgen muss, da er seine Forderung gegenüber dem Delegaten an den Delegatar verliert und es somit einer Einwilligung in diese Art der Delegation bedarf.
Da das römische Recht keine andere Möglichkeit für die Abtretung (vgl. Zession) einer Forderung sah, war diese Aktivdelegation von besonderer Bedeutung.

#### Passivdelegation
Bei der Passivdelegation findet ein Schuldnerwechsel statt, d. h. es übernimmt der Delegat die Schuld des Deleganten (reus) und verpflichtet sich somit gegenüber dem Delegatar (creditor) als neuer Schuldner (alius reus). Dies stellt wohl auch zugleich den häufigsten Fall der Delegation dar.
Wichtig ist dabei auch, dass der als alius reus (anderer/neuer Schuldner) bezeichnete Delegat nicht unbedingt Schuldner des Deleganten zu sein braucht. Es werden damit die Fälle der Schenkung erfasst. Es bedarf somit auch nicht der Einwilligung des alten Schuldners (Delegant), da dieser nicht wie in der Aktivdelegation eine Forderung verliert, sondern seine Schulden beglichen bekommt (vgl. dazu auch Art. 1274 Code Civil). Der Altschuldner wird somit auch von seiner Leistungspflicht gegenüber dem Gläubiger befreit.
Es sind sogar Doppeldelegationen denkbar, also, dass ein Delegatar seine aufgrund der Delegation erlangte Forderung durch eine weitere Delegation übertragen und damit seinem Gläubiger den neuen Schuldner an seiner, des Delegatars, Stelle überweisen kann.

## Ausführung der delegatio
Die delegatio wurde meist durch Stipulation, also durch ein förmliches Versprechenlassen, geschlossen, konnte aber auch formlos, ohne ausdrückliche Ermächtigung erfolgen. Die delegatio bleibt dann bestehen, wenn sie mit dem Willen des Deleganten geschieht, also stillschweigend gestattet wird, wobei im Bereich der Passivdelegation sogar gegen den Willen geleistet werden kann (s. o.).
Sofern eine Stipulation erfolgt ist lässt sie sich zwischen abstrakter und titulierter Stipulation unterscheiden.
Die titulierte Stipulation liegt bei Passiv- und Aktivdelegation vor. Beispielsweise könnte eine solche Stipulationsformel mit Novation im Bereich der Passivdelegation etwa so lauten: „quod Primus mihi debet, mihi dare spondes?“ oder bei der Aktivdelegation: „quod Primo debes, mihi dare spondes?“
Die abstrakte Stipulation findet meist bei Delegationen Anwendung, denen kein Schuldverhältnis zu Grunde liegt und somit auch keine Novation möglich ist. So z. B. bei einer Doppelschenkung mit den Worten: „centum mihi dare spondes?“